# Ibrahim al-Kadi
Ibrahim Abdulrahman Muhammad Al-Kadi (in arabo ابراهيم عبدالرحمن محمد القاضي‎?; 'Unayza, 6 marzo 1954) è un ingegnere saudita noto soprattutto per i suoi lavori sulla storia della crittologia.

## Biografia
Al-Kadi è nato a 'Unayza (Najd, Arabia Saudita) e lì ha vissuto per 15 anni prima di spostarsi a Riad, dove ha frequentato la scuola superiore "al-Yamāma". Nel 1978 si è laureato in ingegneria elettronica nella locale King Saud University per poi trasferirsi negli Stati Uniti, dove ha conseguito prima un Master e poi un dottorato, sempre in ingegneria elettronica, rispettivamente nell'Università del Michigan e nella Stanford University.
Attualmente riveste un ruolo di rilievo nella Communication & Information Technology Commission (CITC), l'authority per la regolamentazione delle comunicazioni in Arabia Saudita.

## Lavori
Ibrahim al-Kadi ha pubblicato più di 100 scritti scientifici, rapporti di ricerche, articoli, traduzioni ed altri lavori letterali.

La sua area di interesse include l'ingegneria delle comunicazioni, la pianificazione e gestione delle telecomunicazioni, l'economia dell'informazione, la sicurezza dell'informazione e la crittologia.

### Origini della crittologia
In un lavoro del 1990 presentato al Reale Istituto della Tecnologia sito a Stoccolma, al-Kadi ha riportato una sintesi sulla crittografia e la crittanalisi basata su scritti recentemente scoperti di antichi scienziati musulmani arabografi.
Uno di questi era basato sugli studi di al-Kindi, che scrisse un libro sulla crittologia nell'850 d.C. intitolato "Risāla fī istikhrāj al-muʿamma" (Epistola sulla decifrazione dei messaggi crittografici): questo libro anticipa di circa 300 anni la crittografia dell'Europa occidentale e di 800 anni gli studi delle probabilità e delle statistiche condotti da Blaise Pascal e Pierre de Fermat.
Lo scritto discuteva anche dell'etimologia del termine cifrario e riportava recenti scoperte storiche circa numerosi argomenti crittografici quali l'analisi delle frequenze ed i cifrari polialfabetici.

## Opere scelte
- Ibrahim A. Al-Kadi, "The origins of cryptology: The Arab contributions”, Cryptologia, 16(2), aprile 1992, pagg. 97–126.
- Ibrahim A. Al-Kadi, "Cryptography and Data Security: Cryptographic Properties of Arabic", in: Proceedings of the Third Saudi Engineering Conference, Riyad, Arabia Saudita: 24-27 novembre, Vol. 2, pp. 910–921, 1991.